# Oratorio del Santissimo Sacramento al Laterano

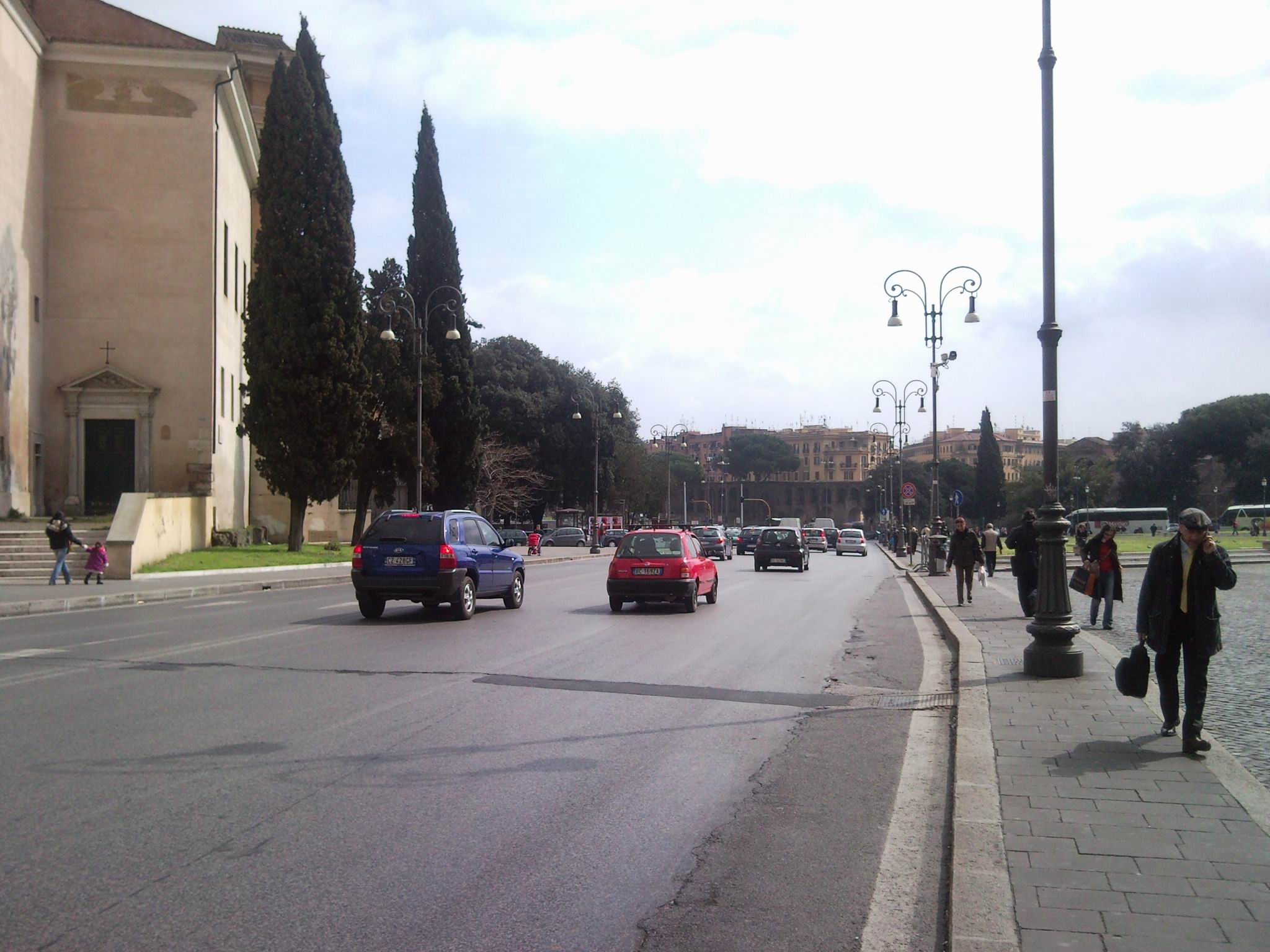
Nesta imagem da Piazza di San Giovanni in Laterano, o oratório está do lado esquerdo.

Oratorio del Santissimo Sacramento al Laterano é uma igreja de Roma localizada na Piazza di San Giovanni in Laterano, no rione Monti de Roma, no mesmo complexo da Sancta Sanctorum. É dedicada ao Santíssimo Sacramento.

## História

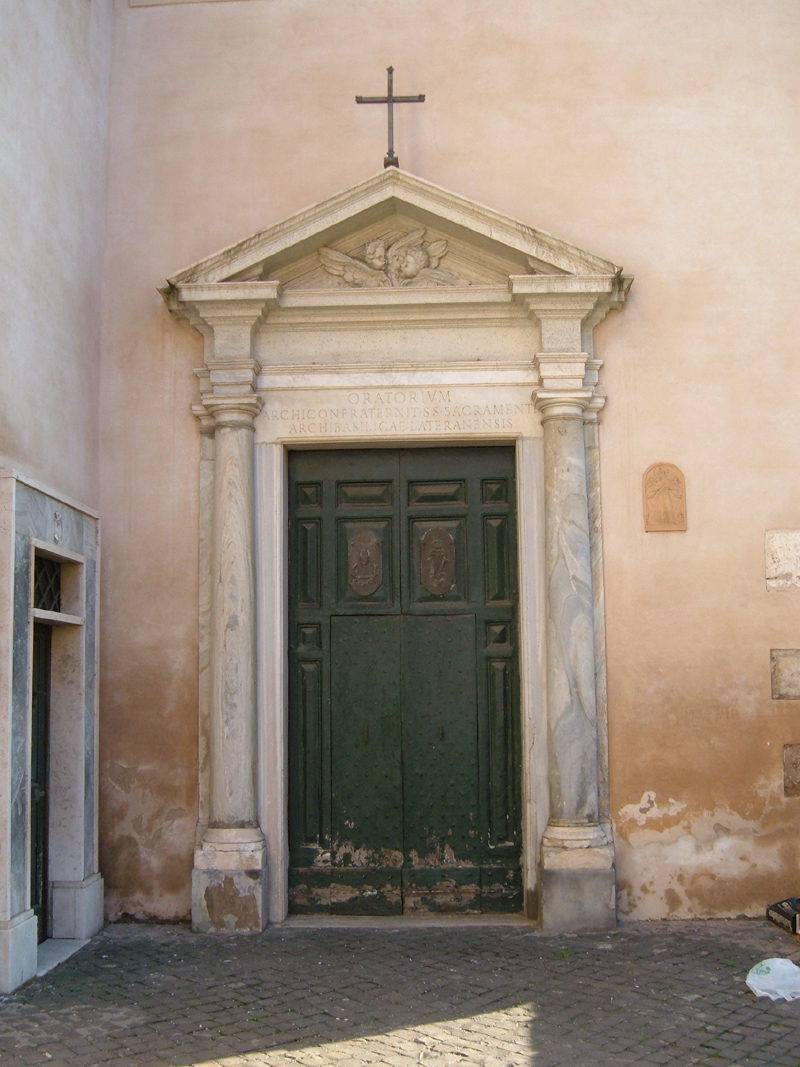
Vista do portal da igreja.

O oratório foi construído em 1661 e concedido pelos custodiantes da igreja de San Lorenzo in Palatio, no final do século XVII, à Arciconfraternità del Santissimo Sacramento. A Compagnia di San Giovanni in Laterano foi fundada pelo papa Sisto IV (r. 1471-1484) para administrar a Eucaristia para os doentes e ela era inicialmente baseada na igreja de Santi Marcellino e Pietro al Laterano, mas o papa Clemente VIII (r. 1592-1605) acertou para que eles tivessem uma capela própria na basílica e também um oratório dedicado a San Venanzio perto do Batistério Laterano. Este acabou sendo demolido em 1602 para permitir a criação da Piazza di San Giovanni in Laterano e a Confraternidade passou a utilizar uma cabana de madeira encostada no Obelisco Laterano. Em 1623, a ordem se dissolveu e apenas em 1656 um padre romano chamado Giovanni Fortunati obteve autorização para refundá-la. Finalmente, em 1661, os guardiões do santuário da Scala Sancta foram orientados a alugarem alguns recintos no piso térreo para a Confraternidade. Em troca, a Sancta Sanctorum recebeu da arquiconfraria "in perpetuo un annuo canone di una libbra di cera bianca nel giovedì santo" ("em perpetuidade uma taxa anual de uma libra de cera branca na Quinta-feira Santa") segundo Mariano Armellini. As obras de reestruturação do local iniciaram de imediato por obra de Lorenzo Fortunati, que, contudo, minou a estrutura das fundações da Sancta Sanctorum e colocando tudo em risco de desabamento. Somente na metade do século XVIII, por obra dos arquitetos Giuseppe e Filippo Sforza Cesarini, a obra foi terminada. Em 1743, a abside do Triclínio Leonino foi construído encostada no fundo da capela. Entre 1852 e 1856, o papa Pio IX construiu, à esquerda do oratório, o primeiro piso do convento dos passionistas e estes, por sua vez, construíram o segundo piso em 1876. O local ainda hoje é a sede da Confraternidade apesar dos incêndios em 1778 e 1857.

## Descrição
Sobre a porta de entrada está a seguinte frase em latim: "Oratorium archiconfraternit. SS. Sacramenti Archibasilicae Lateranensis". O interior do oratório tem uma planta retangular e abriga uma imagem da "Virgem das Alegrias" do século XII. Obras de restauração na primeira metade do século XX trouxeram à luz afrescos do século V e VI. Entre eles, um que representa uma pessoa togada lendo uma série de versos em latim escrita aos seus pés ("Diversi diversa patres sed hic / Omnia dixit romano eloquio / mistica senso tonan"): esta figura é interpretada como sendo Santo Agostinho e, se for, trata-se da mais antiga imagem do santo doutor da Igreja. Este afresco, recentemente restaurado, demonstra que esta parte do complexo é muito antiga e anterior a todos os documentos referentes à Sancta Sanctorum.